# Stefan Amzoll
Stefan Amzoll (* 21. Oktober 1943 in Stuhm; † 23. Oktober 2019 in Uckerland) war ein deutscher Musikwissenschaftler, Journalist und freier Autor. 1989/1990 war er Chefredakteur von Radio DDR II und 1990/91 stellvertretender Chefredakteur des Deutschlandsenders Kultur. Ein Schwerpunkt seiner Arbeit lag auf der zeitgenössischen Musik.

## Leben
Stefan Amzoll wurde 1943 in Westpreußen geboren und wuchs in der DDR auf. Nach einer berufsbezogenen Lehre als Werkzeugmacher besuchte er zur Vorbereitung seines Hochschulstudiums die Arbeiter-und-Bauern-Fakultät in Freiberg. Von 1968 bis 1972 studierte er Musik- und Theaterwissenschaft an der Ostberliner Humboldt-Universität. Als wissenschaftlicher Mitarbeiter wurde er nach seinem Studium zunächst beim Verband der Komponisten und Musikwissenschaftler der DDR tätig. Ab Mitte der 1970er Jahre veröffentlichte er auch Artikel in der Verbandszeitschrift Musik und Gesellschaft. 1987/88 wurde er – mittlerweile Musikredakteur – an der Gesellschaftswissenschaftlichen Fakultät des Wissenschaftlichen Rates der Humboldt-Universität zu Berlin mit der Dissertation A Musik im Rundfunk der Weimarer Republik – Studien zur Entstehungsgeschichte medienspezifischer Kunstproduktion und -vermittlung zum Dr. phil. promoviert. Die Gutachter der Arbeit waren Günter Mayer, Gerd Rienäcker und Dieter Boeck. Amzoll gehörte zu denjenigen Forschern in der DDR, die der Neuen Musik aufgeschlossen gegenüber standen.
Im Jahr 1977 begann er seine journalistische Laufbahn als Redakteur beim zweiten Programm des Hörfunkprogramms des Rundfunks der DDR (Radio DDR II). Zum 1. Mai 1978 wurde er als Mitglied des journalistischen „Kollektivs“ mit dem Orden Banner der Arbeit in der Stufe II ausgezeichnet. Von 1979 bis Dezember 1989 war er Redaktionsleiter Ernste Musik bei Radio DDR II. Dort initiierte er das auf zeitgenössische Musik ausgerichtete Programm „Radio DDR-Musikklub“. Außerdem gestaltete er Komponistenporträts von u. a. Georg Katzer, Friedrich Goldmann und Reiner Bredemeyer. Von Dezember 1989 bis Juni 1990 wirkte Amzoll als Chefredakteur von Radio DDR II. Die Verwaltungswissenschaftlerin Susanne Hepperle vom Saarländischen Rundfunk bezeichnete Amzoll rückblickend als ehemaligen „Funktionär in der SED-Grundorganisation des Rundfunks der DDR“.
Nach der Wende wurde er als einer von wenigen Mitarbeitern vorläufig vom neuen Deutschlandsender Kultur übernommen. Ab Juni 1990 war er unter Monika Künzel stellvertretender Chefredakteur, bis er Ende 1991 durch den Rundfunkbeauftragten der neuen Bundesländer Rudolf Mühlfenzl und den ZDF-Intendanten Dieter Stolte vom Dienst „suspendiert“ wurde. Der Journalist Otto Köhler (1993) fand dafür in einem Gastbeitrag in der Zeit wenig Verständnis, da DS Kultur „vor allem sein [Amzolls] Werk“ war und sich der Musikredakteur „für seine Programminitiativen manchen Ärger mit der SED und viel Bewunderung bei sachverständigen Kollegen im Westen eingehandelt“ hat.
Im November 1992 wurde Amzoll für die PDS durch das Abgeordnetenhaus von Berlin erstmals in den Rundfunkrat des Senders Freies Berlin gewählt.
Seit 1992 war Amzoll als freier Autor tätig. Beiträge und Interviews wurden unter anderem in Fachzeitschriften für Neue Musik (MusikTexte, Neue Zeitschrift für Musik, neue musikzeitung u. a.) sowie der Theaterzeitschrift Theater der Zeit und der Literaturzeitschrift neue deutsche literatur veröffentlicht. In den Musiklexika Komponisten der Gegenwart und Die Musik in Geschichte und Gegenwart erschienen biographische Artikel. Darüber hinaus publizierte er in der Theoriezeitschrift UTOPIE kreativ sowie in überregionalen Tages- und Wochenzeitungen (der Freitag, Neues Deutschland u. a.). Seit Anfang der 1990er Jahre schrieb er für das Feuilleton der jungen Welt. Neuere Hörfunkbeiträge erschienen etwa bei Deutschlandradio Kultur; für den Deutschlandfunk gestaltete er bis zuletzt Fachsendungen wie das „Atelier neuer Musik“.
Amzoll starb 2019 im Alter von 76 Jahren in der Uckermark. Er wurde auf dem Friedhof Pankow III in Berlin beigesetzt.

## Hörspiele
- 1973: mit Ursula Auschner: Musik in der Funkdramatik. Eine Sendung mit dem Komponisten Tilo Medek (Rundfunk der DDR)
- 1996: Warum haben Sie niemals Stalin angeklagt? – Regie: Karlheinz Liefers (Ostdeutscher Rundfunk Brandenburg)
- 1996: Ich bin das Auge. Radio-Szenario über Dsiga Wertow – Regie: Wolfgang Rindfleisch (Deutschlandradio)
- 2003: Putze Polina – Regie: Wolfgang Rindfleisch (Deutschlandradio)

## Schriften (Auswahl)
- (Hrsg.): Landschaft für Schenker. edition refugium, Berlin 2003, ISBN 3-932153-12-X.
- (Hrsg.): Landschaft für Katzer. Akademie der Künste, Berlin 2005, ISBN 3-88331-083-2.
- Mit Annette Tietz (Hrsg.): Utopia – Thomas J. Richter. Galerie Pankow, Berlin 2015.